# Puelche
Pour les autres significations, voir Puelche (vent).
Puelche est le nom que les Mapuches donnaient aux ethnies qui habitaient à l'est de la Cordillère des Andes.
En mapudungun : le vocable pwelche se décompose en pwel = « est » et che = « homme ». Donc les pwel-che = « gens de l'est ».
Ils nommaient ainsi spécialement les gennakenks aussi appelés Tehuelches septentrionaux  et les Hets, ces derniers également connus comme autochtones de la pampas ou querandís.
À la fin du XVIIIe siècle, les survivants des épidémies qui décimèrent cette ethnie furent acculturés et assimilés par les Mapuches, de telle sorte qu'au XIXe siècle les Puelches étaient un groupe mixte constitué de Hets très « araucanisés » culturellement, et d'éléments des Tehuelches de la branche nord (gununaküna ou gennakenk).
Les Hets sont connus comme « anciens pampas » et il reste peu de vestiges de leur culture. Comme presque tous les peuples de la pampa ils vivaient de chasse et de cueillette avec migration saisonnière. Leur taille était élevée et la forme du crâne dolichocéphale. Ils se subdivisaient en trois grands groupes : les Taluhets, les Didiuhets et les Chechehets.
Leurs principaux aliments carnés étaient le guanaco (sorte de lama sauvage) et le nandou, qu'ils chassaient en utilisant des arcs, des flèches et des boleadoras. Ils recueillaient des racines et des graines et préparaient des boissons alcoolisées. Ils vivaient dans des tentes faites de peau et leur vêtement était le quillango, fabriqué avec de la peau de guanaco. Ils portaient des mocassins de cuir et se peignaient le visage, occasionnellement.
Au XIXe siècle, parmi les Puelches il faut mentionner les Rankülches (« hommes des cannes »), plus connus comme Ranquels.
Les Puelches arrivèrent à développer un art équestre consommé, parmi les plus remarquables d'Amérique, et furent en cela de grands compétiteurs des gaúchos.

Distribution des populations pré-hispaniques au Chili